# Taeromys taerae
Taeromys taerae  (Sody, 1932) è un roditore della famiglia dei Muridi endemico di Sulawesi.

## Descrizione

### Dimensioni
Roditore di medie dimensioni, con la lunghezza della testa e del corpo tra 195 e 221 mm, la lunghezza della coda tra 215 e 219 mm, la lunghezza del piede tra 44 e 46 mm, la lunghezza delle orecchie di 22 mm.

### Aspetto
La pelliccia è lunga e lanosa. Le parti superiori sono grigio scure, mentre le parti ventrali sono più chiare. Il dorso delle zampe è ricoperto di peli marroni scuri, le dita sono bianche. La coda è più corta della testa e del corpo, il terzo basale è nerastro, il resto è giallastro.

## Biologia

### Comportamento
È una specie terricola.

## Distribuzione e habitat
Questa specie è diffusa negli altopiani della parte nord-orientale di Sulawesi.
Vive nelle foreste montane tra 600 e 800 metri di altitudine.

## Conservazione
La IUCN Red List, considerata la mancanza di informazioni recenti sull'areale e lo stato della popolazione, classifica T.taerae come specie con dati insufficienti (DD).